# Guelmim-Es Semara
Guelmim-Es Semara (arapski: كلميم السمارة) je jedna od 16 regija Maroka. U regiji živi 462.410 stanovnika (po popisu stanovništva iz 2004. godine), na površini od 122,825 km².

## Gradovi
- Akka
- Assa
- Bouizakarn
- El Ouatia
- Fam El Hisn
- Foum Zguid
- Guelmim
- Taghjijt
- Tan-Tan
- Tata
- Tissint
- Zag